# Solmaris vanhoeffeni
Solmaris vanhoeffeni är en nässeldjursart som beskrevs av Neppi och Stiasny 1911. Solmaris vanhoeffeni ingår i släktet Solmaris och familjen Solmarisidae. Inga underarter finns listade i Catalogue of Life.